# 雑賀克郎
雑賀 克郎（さいが よしお、1974年2月19日 - 2023年5月2日）は、日本の俳優。スターダス・21、イイジマルームに所属していた。
大阪府出身。近畿大学文芸学部演劇芸術専攻卒業。

## 出演作品

### テレビドラマ
- クライマーズ・ハイ（2005年12月10日・17日、NHK）
- 世にも奇妙な物語 2008年秋の特別編「ボディレンタル」（2008年9月23日、フジテレビ） - 医師 役
- 傍聴マニア09〜裁判長!ここは懲役4年でどうすか〜 COURT-09（2009年12月18日、日本テレビ）- 太田隆文 役
- 大河ドラマ 龍馬伝 第19・21・22回（2010年5月9日・23日・30日、NHK）
- 左目探偵EYE 第3話（2010年2月6日、日本テレビ） - シェフ 役
- 鉄道捜査官 第11作（2010年4月10日、テレビ朝日） - 大浜刑事 役
- ホタルノヒカリ2 第1夜（2010年7月7日、日本テレビ）
- 天使の代理人 episode2（2010年9月、フジテレビ） - 入院患者 役
- 時々迷々 2010年度第14回（2010年11月24日、NHK教育）
- 野田ともうします。 第16話（2011年2月18日・19日、NHK） - ジョリーズの社長 役
- 再生巨流（2011年3月6日、WOWOW）
- おとり捜査官・北見志穂15（2011年4月9日、テレビ朝日）
- 陽だまりの樹 第4話（2012年4月27日、NHK BSプレミアム）
- ムッシュ! 第3話（2013年5月1日、CBC）
- 酔いどれ小籐次 第12話（2013年9月6日、NHK BSプレミアム）
- 多摩南署たたき上げ刑事・近松丙吉11（2013年8月21日、テレビ東京）
- 金田一耕助VS明智小五郎（2013年9月23日、フジテレビ）
- 遺留捜査スペシャル（2023年11月10日、テレビ朝日） - 大野智之 役
- 隠蔽捜査 第7話（2014年2月24日、TBS）
- 永遠の時効（2014年6月25日、テレビ東京）
- 外科医 鳩村周五郎13（2014年7月4日、フジテレビ） - プロデューサー 役
- 警視庁捜査一課9係 season9 第8話（2014年8月27日、テレビ朝日） - 星野正平 役
- 嫌われ監察官 音無一六3（2016年2月24日、テレビ東京） - 長谷部元哉 役
- 確証〜警視庁捜査三課（2017年11月6日、TBS） - 宮島勝平 役

### 映画
- 富江（2001年） - 敏朗 役
- 交渉人 THE MOVIE タイムリミット高度10,000mの頭脳戦（2010年）
- モルモット（2011年）
- ムンクの叫び（2012年）
- あいときぼうのまち（2014年）
- 愛と、酒場と、音楽と（2018年）
- 美しすぎる議員（2019年）
- お口の濃い人（2019年）
- THEATERS（2023年）

### Vシネマ
- 真・雀鬼3、6
- 修羅の絆 裏街道を駆け抜ける仕事師

### VP
- リコー

### 舞台
- 結婚クリスマス
- サムライ・ホット・スクール
- 知恵と希望と極悪キノコ
- LIVESプロデュース作品
- R-vive企画作品 ほか
- ROPPONGI NIGHTS